# المرانة (حماة)
مرانة قرية سورية تتبع ناحية الزيارة في منطقة السقيلبية في محافظة حماة. بلغ عدد سكانها 308 نسمة في عام 2004 حسب إحصاء المكتب المركزي للإحصاء.

## وصلات خارجية
- الوحدات الإدارية في محافظة حماة